# تینمو علیا
تینمو علیا روستایی از توابع بخش دینور بایگانی‌شده  در ۲۰۲۰-۱۰-۰۱ توسط Wayback Machine از شهرستان صحنه و در نزدیکی کوه زیبای دالاخانی استان کرمانشاه ایران است مردم محلی آن را «دی بان» به معنای «ده بالا» می نامند.مدتها دامداری و کشاورزی از مشاغل اصلی مردم این روستا بود اما به مرور باغداری نیز به آن افزوده شد.بیشتر باغات این روستا انگور و سیب می باشد و عمده ی کشت آن گندم و جو است که بصورت یکبار در سال کشت می شود.این روستا دارای طبیعتی بکر و به یاد ماندنی با دو چشمه بسیار زیبا به نام دارتکیا و سراب است. که سراب از جمله چشمه های فصلی بوده و در اوایل بهار طغیان خواهد کرد و هرساله بازدید کنندگان زیادی دارد.

## جمعیت و اقلیم و امکانات
این روستا در دهستان دینور قرار دارد و براساس سرشماری مرکز آمار ایران در سال ۱۳۹۵، دارای جمعیت دائمی ۱۱۱ نفر (۳۳ خانوار) بوده است. در فصل مرتبط با فعالیت کشاورزی و تعطیلات تقویمی و تابستان ها(بدلیل حضور افراد که سکونت دائمی ندارند)، جمعیت روستا تا بیش از ۲ برابر افزایش پیدا می کند. زبان مردم این روستا کردی است.(جمعیت روستاهای شهرستان صحنه)
این روستا دارای آب هوای کوهستانی و سرد است، تابستان های ملایم تا گرم و زمستان های سرد تا خیلی سرد، از مهمترین ویژگی های این نوع آب و هوا می باشد. میانگین دمای تابستان و زمستان این منطقه به ترتیب 26.6 و 3.4 درجه سانتی گراد است.(حداقل دما به منفی 10 درجه در زمستان نزول می کند) و میانگین بارش 538 میلی متر که به صورت باران و برف است. اما در دهه گذشته بدلیل تغییر الگو های بارشی(خشکسالی های دوره ای)، حوضه ی آبی منطقه با کاهش سطح در آب های زیرزمینی و دبی در آب های جاری مواجه شده است.(بررسی خشکسالی در استان کرمانشاه)

دسترسی اصلی این روستا از طریق جاده آسفالت متصل به جاده سنقر _ بیستون می باشد (که فاصله آن با نزدیک ترین شهر یعنی سنقر از ۱۵ دقیقه است). همچنین روستا دارای انشعابات برق، آب و گاز بوده و دارای دهیاری و مسجد مستقل است.